# اکور، تیروماکودال نارسیپور
اکور، تیروماکودال نارسیپور (به انگلیسی: Akkur, Tirumakudal Narsipur) یک منطقهٔ مسکونی در هند است که در کارناتاکا واقع شده‌است.